# Шамата
Шамата (пали: Samatha; на санскрит: शमथ; śamatha IAST; тиб. Шине – букв. „умиротворение, умствен покой“) – тип медитация в будизма, имащ за цел достигане на спокойствие и еднонасоченост на ума. В школите на тибетскя будизъм шамата обикновено е обединена в единна система с випасана под названието система за медитация шамата-випасана. Шамата е част от комплекс медитативни практики, наричан в будизма „самадхи“.
Шамата се асоциира с достигането на безпристрастен поглед върху света, свободен от лични оценки. Под ръководството на квалифициран учител практикуващите могат да овладеят шамата медитацията за сравнително кратко време (например една до три години активна практика, често в уединение). Овладяването на шамата дава стабилна основа за по-нататъшните будистки практики, включително тантрическите.
Практиките шамата и випасана са неотделима цялост, като успокоението на ума в шамата води до дълбоко прозрение (випасана) и в резултат се постига мъдростта (праджня) – разбирането на истинската природа на явленията и в крайна сметка природата на ума.

## Етимология
Тибетското „Ши“ или „шема“ означава „умиротворение“, „забавяне“, „отдих“, „разпускане“.
Тибетското „не“ или санскритското „тха“ означава „запазване“, „съблюдаване“ 